# Saidai-ji
Saidai-ji (西大寺), ou o "Templo do Grande Oeste", é um templo budista que já foi um dos poderosos Sete Grandes Templos na cidade de Nara, Prefeitura de Nara, Japão. O templo foi estabelecido pela primeira vez em 765 como uma contrapartida a Tōdai-ji e é o principal templo da seita budista Shingon Risshu (真言律宗) depois que o fundador da seita, Eison (叡尊), assumiu a administração em 1238. Ele passou por vários esforços de reconstrução desde então, durante os séculos seguintes.
Um edifício, o Aizen-dō, abriga uma estátua de Aizen Myō-ō, enquanto a imagem principal é do Buda Sidarta Gautama, erguido por Eison em 1249.

## Lista de construções
- Salão Principal (Hondō – 本堂) – Propriedade Cultural Importante. Foi reconstruído em 1808.
- Shiō-dō (四王堂) – Foi reconstruído em 1674.
- Aizen-dō (愛染堂) – Foi reconstruído em 1762.

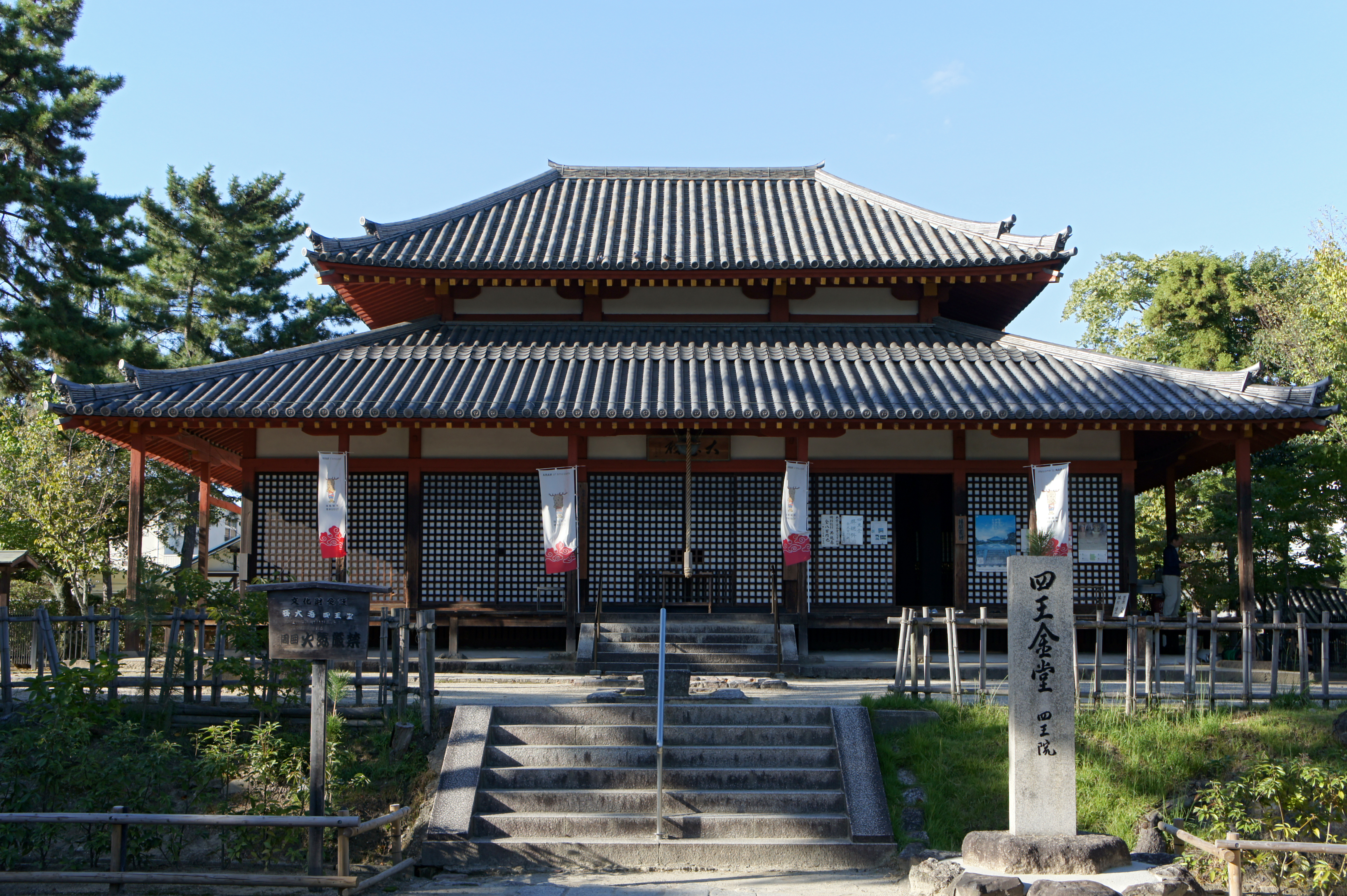
Shiō-dō
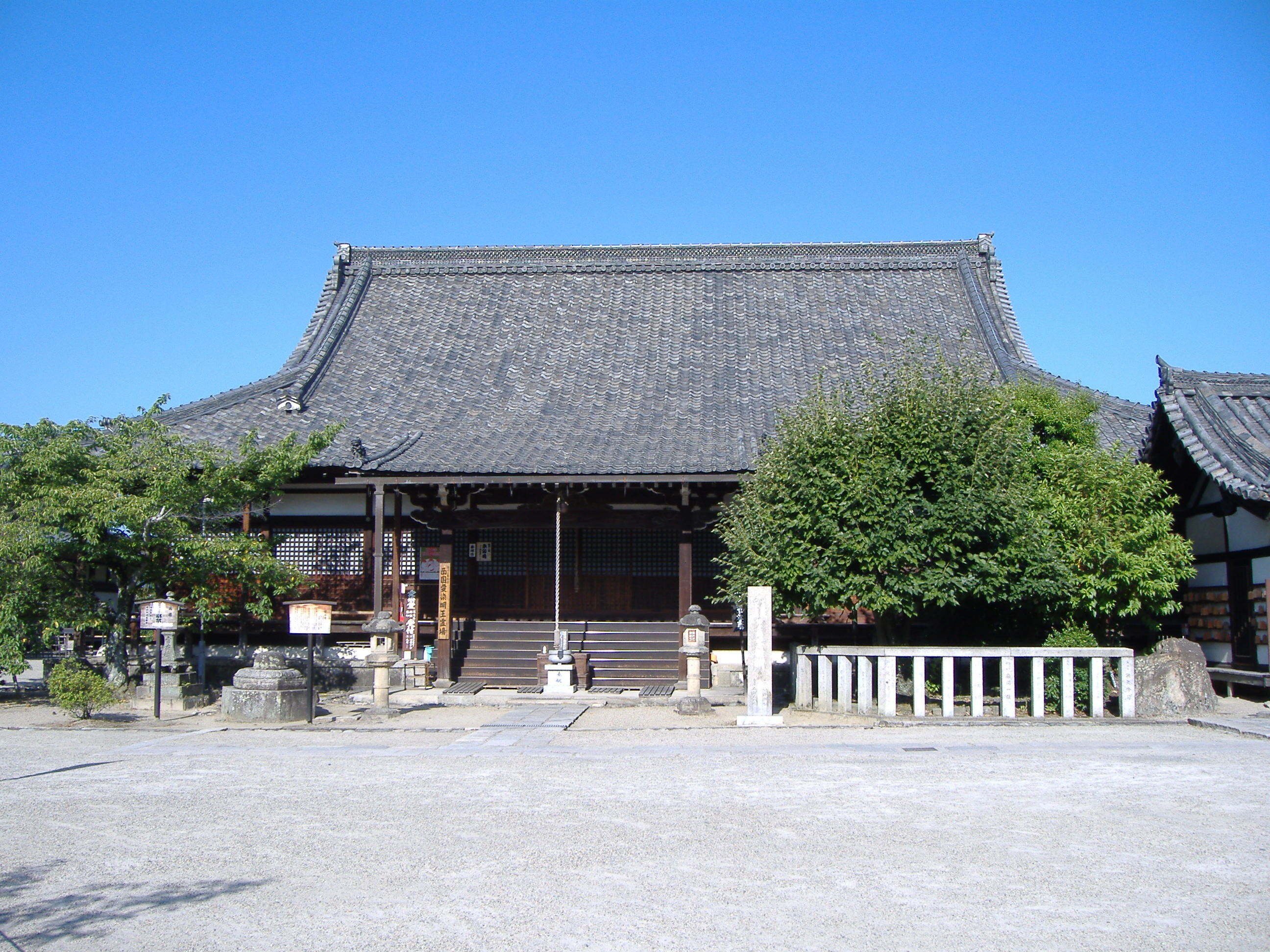
Aizen-dō
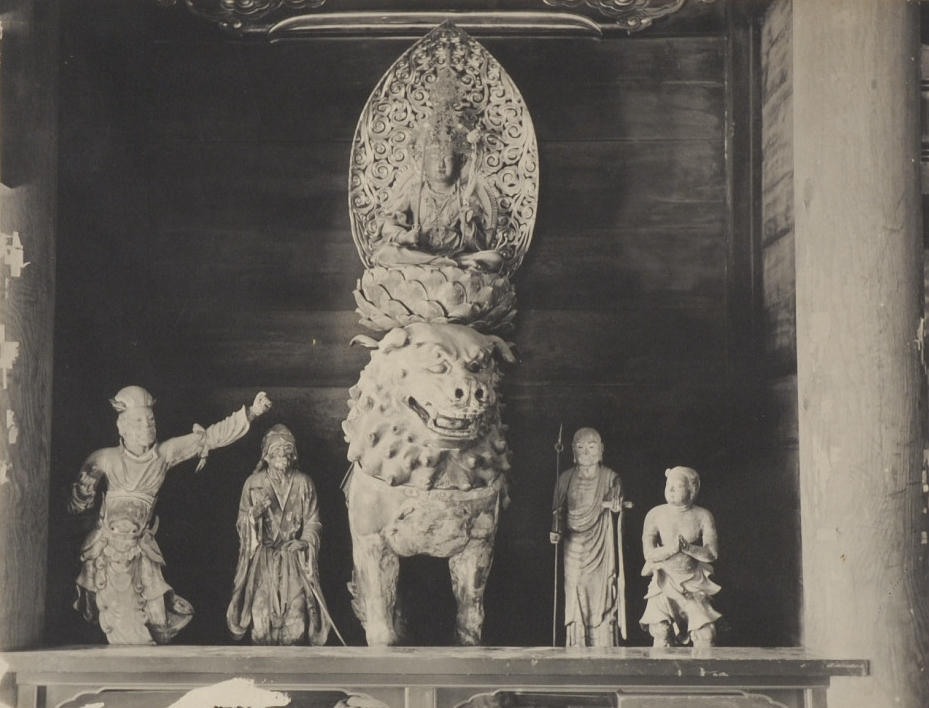
Manjushri Bodhisattva (Monju Bosatsu)